# Éliane Richepin
Pour les articles homonymes, voir Richepin.
Éliane Richepin née Éliane Anaïse Adrienne Pradelle à Paris 6e le 23 novembre 1910 et décédée à Paris 16e le 9 mars 1999, est une pianiste et compositrice française.

## Biographie
Éliane Richepin a fait ses études musicales au Conservatoire national supérieur de musique et de danse de Paris où elle reçut plusieurs premiers prix : piano, harmonie, fugue, contrepoint et composition. Elle fut l’élève de Georges Falkenberg, Marguerite Long, Alfred Cortot et Yves Nat pour le piano, de Paul Fauchet et de Noël Gallon pour l'harmonie, la fugue et le contrepoint et d'Henri Büsser pour la composition. Logiste au concours de Rome en 1938, Prix des Beaux-Arts en 1943 en récompense de son œuvre « Fantaisie pour piano et orchestre » qu'elle a créée avec l'Association des concerts Pasdeloup sous la direction du chef d'orchestre et compositeur français Albert Wolff, sa carrière internationale prend un essor considérable.
Membre du jury au Conservatoire national supérieur de musique et de danse de Paris, elle est invitée dans les grands concours internationaux comme le concours Long-Thibaud, les concours Busoni, Vercelli, Buenos-Aires, Porto, Rio de Janeiro, Maria Canals à Barcelone, et le prestigieux concours Chopin de Varsovie. L’Orchestre de Philadelphie la nomme membre d’honneur à l’issue de l'un des concerts qu’elle a donnés lors d'une tournées aux USA. Depuis le début de sa carrière en 1946, Eliane Richepin a donné de nombreux récitals et concertos avec orchestre.
N’étant pas seulement une pianiste accomplie, elle voue en effet une partie de ses activités à l’organisation d’importantes manifestations culturelles et artistiques. C’est elle qui fonde et préside le concours international de piano de Montevideo faisant partie de la fédération mondiale des concours internationaux et qui de retour en France au début des années 70, fonde  et préside le Centre Musical International d’Annecy qui dispense un enseignement de choix  assuré par de grandes figures de la pédagogie française comme Michèle Auclair, Roger Bourdin, Joseph Calvet, Daniel Deffayet, Devy Erlih, Reine Flachot. C'est dans ce cadre qu'elle obtient de Daniel Sonzini, directeur d'Annecy Action Culturelle, que le pianiste de jazz Randy Weston, qui résidait alors en Savoie, n'ait pas accès au piano de concert Steinway installé dans le musée-château de la ville et qui servait à diverses manifestations musicales.
Dans le même temps, elle fonde à Paris l’Université Musicale Internationale de Paris (UMIP) rassemblant un grand nombre de ses amis artistes, éminents pédagogues comme Livia Rev, Miłosz Magin, Julien Falk, Anne-Marie Mangeot, Devy Erlih, Oscar Caceres, Isabelle Nef, Annie Challan, Alain Bernaud. Invitée dans le monde entier pour y donner des masterclasses dans les centres de pédagogie du piano (Tokyo, Moscou, Sofia, Osaka, Berlin, Varsovie, Londres, Athènes), Eliane Richepin s’attache particulièrement à la découverte et au soutien des jeunes pianistes durant sa longue carrière de pédagogue. Grand officier de la Légion d'honneur, elle repose au cimetière d'Auvers-sur-Oise, près de l’église et du Festival qu'elle avait inauguré et qu’elle aimait tant.

## Élèves
On peut compter parmi ses élèves : Carlos Cebro, Bruno Fabius, Monique Barabino,Jacques Delannoy, Pascal Escande (fondateur du Festival d’Auvers-sur-Oise), Pascal Gallet, Matthieu Gonet, Pascal Jourdan, Jean-Pascal Meyer, Florence Millet, Roger Muraro, Julia Tamamdjieva, Demis Visvikis, François Weigel.

## Hommage
"Une des plus grandes interprètes de notre temps" - Detroit - Times / États-Unis
"Comment jouait-elle ? Eliane Richepin n’était pas une virtuose échevelée et son jeu ne devait rien au piano sur-articulé de Marguerite Long. La sonorité profonde, les phrasés imaginatifs, le rubato parfois osé d’Eliane Richepin devaient beaucoup à Alfred Cortot et à sa propre conception de Chopin, de Ravel et de Debussy dont elle était une remarquable interprète. Si Éliane Richepin n'extériorisait pas un « pianisme » qu'elle mettait exclusivement au service de la musique, elle ne manquait pour autant pas de moyens. À soixante-quinze ans passés, elle jouait encore les vingt-quatre Préludes de Chopin qui, à bien des égards, restent encore le panthéon de la technique pianistique." Alain Lompech, Le Monde du 15 mars 1999,.

## Enregistrements
- Chopin : 24 Préludes op. 28 - Disque Variance (33 Tours Mono-Stéréo) publié en 1973 - Référence VR 33531 (D)[17]
- Chopin : 4 Ballades et 4 Mazurkas op. 30 - Disque REM - Référence 10183 XT
- Arthur Honegger : Concertino, avec l'Orchestre de l'ORTF dirigé par Pierre-Michel Le Conte en 1949[18]